# Mérida (Chiapas)
Mérida es una localidad del estado mexicano de Chiapas. Es parte del municipio de Cintalapa.

## Demografía
| Gráfica de evolución demográfica |
|                                  |

| Censo | Población |
| ----- | --------- |
| 1940  | 167       |
| 1950  | 332       |
| 1960  | 576       |
| 1970  | 648       |
| 1980  | 822       |
| 1990  | 1 126     |
| 2000  | 1 147     |
| 2010  | 1 412     |
| 2020  | 1 541     |